# Stade Tessema
Le Stade Tessema (en arabe : ملعب تيسيما) est un stade de football situé dans la ville de Casablanca au Maroc.
Ancien stade de l'Olympique de Casablanca, il est actuellement la propriété du Raja Club Athletic, où s'entraîne quelques catégories de jeunes.  
Ce terrain accueille également les matchs de la section féminine du Raja et les matchs du CWW.